# Toshdarvoza

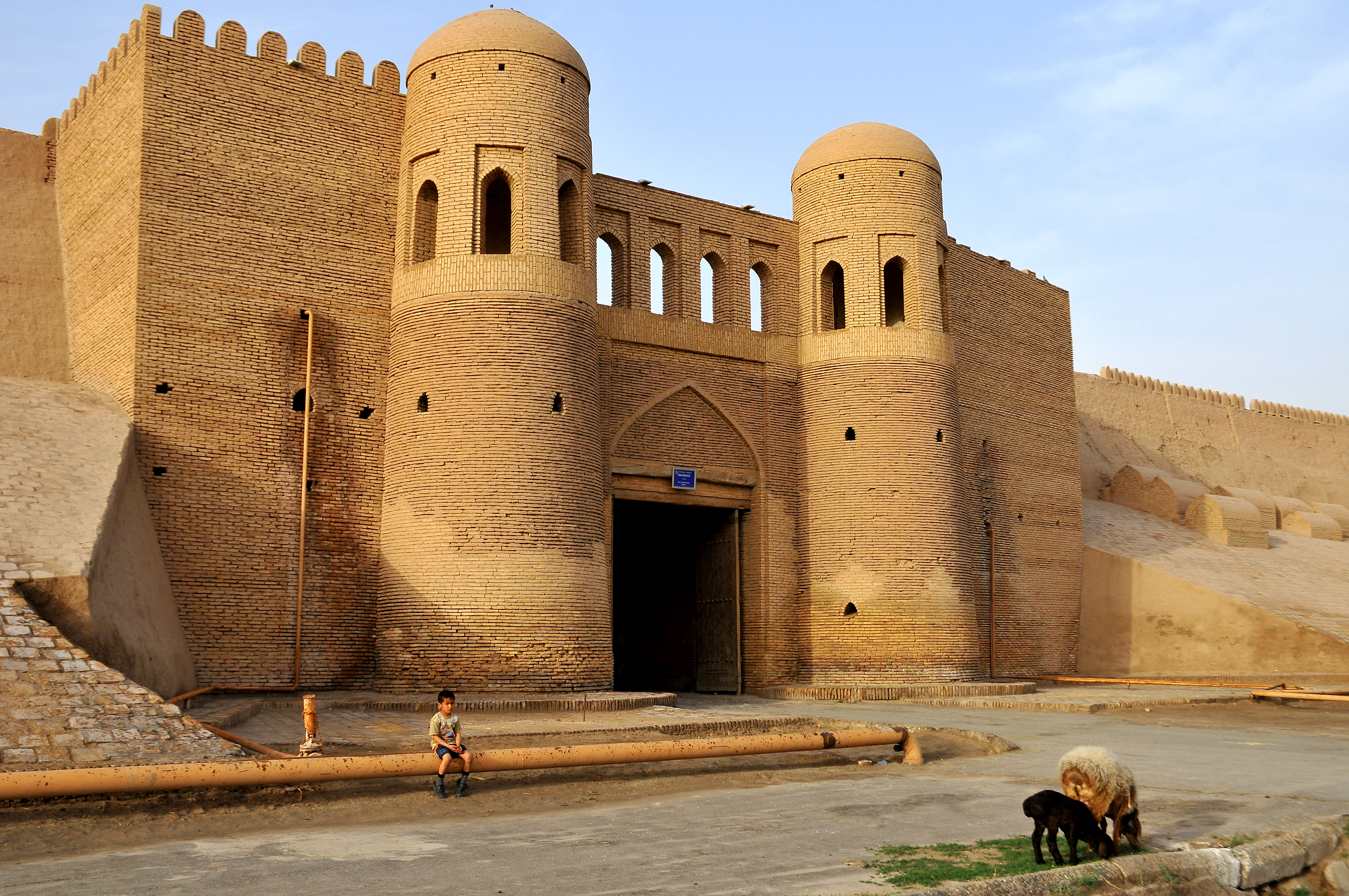
Das Toshdarvoza-Tor

Toshdarvoza (russisch Таш-дарваза Tasch-darwasa; das südliche Tor der Zitadelle Ichan Qalʼа in Xiva, Usbekistan). Es wurde während der Herrschaft von Allakuli in den Jahren 1830–1840 erbaut und befinden sich in der Mahalla Ichan Qalʼа.
Derzeit ist das Bauwerk in die Liste des materiellen Kulturerbes von Usbekistan von nationaler Bedeutung aufgenommen. Es ist Teil des Weltkulturerbes als Teil des historischen Zentrums der Stadt Xiva.

## Geschichte
Es gibt vier Tore in der Stadt Xiva, die auf die vier Himmelsrichtungen ausgerichtet sind. Die Tore führen zur Ichan Qalʼа. Es handelt sich um das Bogcha-Tor, das Polvon-Tor, das Toshdarvoza-Tor und das Ota-Tor. Unter ihnen befindet sich das Toshdarvoza-Tor auf der Südseite. Die Tore erhielten ihren Namen entsprechend ihrer Lage oder einer anderen markanten Eigenschaft. Das Toshdarvoza-Tor wurde in der zweiten Hälfte des 18. Jahrhunderts erbaut und wurde zunächst Angarik-Tor genannt, da es der Ausgang zum Qishloq Angarik war.
Im Jahr 1842 baute Olloqulikhan die Mauer des Dishan-Qalʼа und schuf zwei nahe gelegene Tore. Sie wurden Angarik-Tor und Toshdarvoza-Tor genannt. Zu dieser Zeit blieb das alte südliche Tor der Ichan Qalʼа, das Angarik-Tor, im Inneren und wurde in Toshdarvoza (oder Dosh-Tor) umbenannt. Anfang des 20. Jahrhunderts gab es einen Markt vor dem Torbereich, daher wurde der Platz "Alter Markt" genannt und das Tor war als "Alter Markt Tor" bekannt.
Das Bogcha-Tor ist ein mehrstöckiges Gebäude, das von Norden nach Süden ausgerichtet ist und als Verteidigung der Stadt diente und nachts geschlossen wurde. Die Torwächter lebten in der Nähe des Tores und ihr Gehalt betrug zwischen vier und zehn Tillas. Der Innenraum des Bogcha-Tors verfügt über zwei große Kuppeln und vier kleine Räume an den Seiten des zentralen Korridors, die mit kleinen Kuppeln bedeckt sind. Diese Räume dienten früher als Zoll- und Schatzkammern.

## Architektur
Das Tor ist ein sechskammeriges Gebäude, das symmetrisch zur zentralen Achse von Süden nach Norden angeordnet ist. Entlang dieser Achse überdecken zwei kuppelförmige Abschnitte einen länglichen Abschnitt der Straße und sind durch Bogenöffnungen mit kleineren seitlichen Räumen verbunden, die als Zoll- und Wachräume dienten. Die Abmessungen des Tors betragen 19,7 × 17,0 Meter bei einer Höhe von 10 Metern. Der Durchgang der Bogenöffnungen beträgt 4,83 Meter, und die Größe der seitlichen Räume beträgt 3,2 × 3,2 Meter. Die südlichen seitlichen Räume sind durch Durchgänge mit kleinen zweigeschossigen runden Kammern innerhalb zylindrischer Türme verbunden, die sich seitlich der Straße befinden. In den nördlichen Pylonen befinden sich zwei Wendeltreppen, die auf das Dach führen.
Die Fassaden von Toshdarvoza beeindrucken durch ihre schlichte und monumentale Form. Die flach profilierten Fassadenbögen in einem P-förmigen flachen Rahmen gehen seitlich in massiven bedrohlich wirkenden Türmen auf der Südseite (Hauptseite) über und sind auf der Nordseite dekorativ gestaltet. Über der Südseite befanden sich Zinnen aus Ziegeln, hinter denen sich Schützen versteckten.
Der Straßenbelag war nicht mit Stein oder Pflastersteinen versehen und ist möglicherweise nicht erhalten geblieben, jedoch ist unter dem kuppelförmigen Teil teilweise noch das Pflaster erhalten. Vier tragende Bögen unter den quadratischen Kuppeln berühren sich an ihren Spitzen, dazwischen sind falsch-sphärische Segel angeordnet (sphärisch (Pendentif) – Teil eines Kuppelgewölbes in Form eines konkaven sphärischen Dreiecks, das eine Ecke eines normalerweise quadratischen Raumgrundrisses überlappt). Die seitlichen Räume hatten ebenfalls kuppelförmige Decken. Die Fassade und das Innere der Toshdarvoza-Tore waren undekoriert.